# Ron Aniello
Ronald John Aniello, più noto come Ron Aniello (Las Vegas, 9 dicembre ...), è un produttore discografico, compositore e musicista statunitense.
È noto per aver lavorato con Bruce Springsteen, Matthew Koma, Shania Twain, Wanting Qu, Gavin DeGraw, Lifehouse, Patti Scialfa, Barenaked Ladies, Güster, Jars of Clay, Bridgit Mendler, Sixpence None the Richer, Jude Cole, Vanessa Amorosi, Moshav Band e altri.
Aniello ha composto musica per il cinema e per la televisione ed è stato nominato per un Grammy Award.